# Malarce-sur-la-Thines

Malarce-sur-la-Thines este o comună în departamentul Ardèche din sud-estul Franței. În 1 ianuarie 2022 avea o populație de 257 de locuitori.